# 島田直時
島田 直時（しまだ なおとき）は安土桃山時代から江戸時代初期にかけての旗本。大坂町奉行（初代西町奉行）を務めた。島田重次の三男。

## 生涯
父の領していた三河国矢作城にて生まれ、父と同じく徳川家康に仕えた。小田原征伐に出陣し、九戸一揆では陸奥国岩出沢へ、文禄・慶長の役の際にも名護屋城まで付き従っている。関ヶ原の戦いでは父重次が預かっていた足軽五十名を率いて奮戦したことを評されて、慶長7年（1602年）には鉄炮足軽三十名を預けられることになる。
その後は父や兄弟たちと同じく代官として甲斐国内での活動が見られる。直時は日向政成（半兵衛）とともに代官頭大久保長安に代わり、徳川忠長領であった甲斐へ赴任する。編纂物においては島田・日向両名は大久保長安と同様に「国奉行」として支配にあたったとされるが、残存する文書からもこれは確認されている。大坂の陣に従った後の元和2年（1616年）に父重次の足軽五十名を正式に引き継いだ。
元和5年（1619年）河内国交野郡森に領を得て、大坂町奉行（初代西町奉行）に任ぜられた。寛永2年（1625年）には従五位下越前守を叙任。さらに寛永4年（1628年）には堺奉行も兼ねるなど、順調に出世を重ね、活躍を見せていた。
寛永5年（1628年）8月10日に江戸城内で起こった老中井上正就に対する刃傷事件に責任を感じて、10月7日に自刃した。これは、島田直時の友人である豊島信満が仲人となり、直時の娘を井上正就の嫡子正利に嫁がせるという縁談話があったが、春日局などによる圧力によって反故にされ破談となり、体面を失ったと感じた豊島信満が井上正就を殺害した事件である。
上記の事件を補足すると、豊島信満と井上正就は年が近く、秀忠の側に仕えていたことからお互いの屋敷を行き来しては酒を酌み交わし、友情を深めていた大の仲良しであった。その酒の席の話で、井上正就の嫡子正利の嫁取りの話があがり、豊島信満は島田直時の娘を美人で身分的にも悪い話ではないと紹介した。井上正就は、元和8年（1622年）には横須賀藩主となり5万2,500石を賜り、譜代大名としてトップである老中職に就任した人物。対して、島田直時は4,000石の旗本である。その話が反故となっては、島田直時が苦言を呈し、豊島信満が責任を感じるのは想像容易い。
事件後、島田直時は急報を受けるや、自ら腹を切った。直後、家臣がそれを発見し、外科医を呼んで傷口を縫い合わせ、なんとか一命をとり止めた。家臣は直時の周囲から、刃物類をいっさい隠して交代で見張りをすることにしたが、直時は家臣のちょっとした隙をみて、傷口に手を押入れ、はらわたを足指にからめて引きずりだし、凄絶な最期を遂げたという。
『本光国師日記』『視聴日録』などには、十月五日の朝、やき松茸を食べ過ぎて中毒をおこし、六日に脇差を腹に突き立て腸を外に出し、七日の卯刻(午前六時)に死亡したと届出があったと記載されている。しかし、後に事件に関連しての自殺と判明してしまい、直時の所領は取り上げられたが、長男直次や二男時郷には類は及ばなかったという。